# Stadiumi Rexhep Rexhepi
Stadiumi Rexhep Rexhepi – stadion piłkarski w Glogovacu, w Kosowie. Może pomieścić 5000 widzów. Swoje spotkania na obiekcie rozgrywają piłkarze klubu KF Feronikeli Glogovac.